# Baby-Bird (wiersz)
Baby-Bird – wiersz angielskiego poety Algernona Charlesa Swinburne’a, opublikowany w tomiku Poems and Ballads. Third Series, wydanym w Londynie w 1889 roku przez spółkę wydawniczą Chatto & Windus. Utwór jest balladą nawiązującą do tradycji poezji dziecięcej (nursery rhymes). Składa się z siedmiu strof czterowersowych.
Baby-bird, baby-bird,
Ne'er a song on earth
May be heard, may be heard,
Rich as yours in mirth.
All your flickering fingers,
All your twinkling toes,
Play like light that lingers
Till the clear song close.
Baby-bird, baby-bird,
Your grave majestic eyes
Like a bird's warbled words
Speak, and sorrow dies.